# مارماهی‌سانان
مارماهی‌سانان (نام علم: Anguilliformes) نام یک راسته از رده پرتوبالگان است.
از همهٔ ۸۰۰ گونه مارماهی‌ها به ۲۰ خانواده و ۱۱۱ سرده تقسیم می‌شوند.

### اندازه
این نوع ماهی‌ها بین ۲سانتی‌متر تا ۴ متر (مارماهی غول پیکر) می‌توانند طول داشته باشند.

### وزن
در بزرگ‌سالی وزن آن‌ها بین ۳۰ گرم تا ۲۵ کیلوگرم متغیر می‌باشد.
و بیشینهٔ قد و وزن در اروپا ۳ متر با ۱۱۰ گرم وزن است.
نکته قابل توجه این است که در اکثراوقات هرچه مارماهی درازتر باشد وزن آن کمتر است.